# Lestari (Terangun)
Lestari is een bestuurslaag in het regentschap Gayo Lues van de provincie Atjeh, Indonesië. Lestari telt 165 inwoners (volkstelling 2010).